# Werner Jacobs
Werner Jacobs (Berlino, 24 aprile 1909 – Monaco di Baviera, 24 gennaio 1999) è stato un regista, sceneggiatore e montatore tedesco.

## Biografia
Iniziò la sua carriera negli anni trenta come montatore e assistente alla regia in film diretti da Viktor Tourjansky e Hans Schweikart. Nel dopoguerra fu brevemente caporedattore del settimanale d'informazione cinematografica Welt im Film. Debuttò alla regia nel 1952 con Der weißblaue Löwe.
Specializzato in commedie romantiche e musicali, fu tra i registi di maggior successo del cinema tedesco degli anni '50 e '60 e i suoi film contribuirono a lanciare le carriere cinematografiche di Caterina Valente e Peter Alexander. I suoi film furono spesso ambientati all'estero e particolarmente in Italia, e contribuirono a creare il mito della "Bella Italia" nell'immaginario del pubblico tedesco e a fare della penisola una meta turistica prediletta. Si ritirò nella metà degli anni '70.

## Filmografia parziale
- Santa Lucia (1956)
- Chitarre d'amore (Gitarren der Liebe) (1957)
- Der Stern von Santa Clara (1958)
- Conny und Peter machen Musik (1960)
- Picnic in Africa (Münchhausen in Afrika) (1965)
- Heidi (1965)
- Il club degli assassini (Der Mörderclub von Brooklyn) (1967)
- Was ist denn bloß mit Willi los? (1970)
- Willi wird das Kind schon schaukeln (1972)
- Die Dubarry (1975)